# Adrien-Marie Legendre
Adrien-Marie Legendre (/adʁiɛ̃ maʁi ləʒɑ̃ːdʁ/; 18. září 1752 Paříž – 10. ledna 1833 tamtéž) byl francouzský matematik. Svou prací významně přispěl k rozvoji statistiky, teorie čísel, abstraktní algebry a matematické analýzy.
Za přínos vědě je jeho jméno uvedeno v seznamu 72 jmen na Eiffelově věži, je po něm pojmenován i měsíční kráter Legendre či planetka (26950) Legendre.

## Život
Adrien-Marie Legendre se narodil v Paříži 18. září 1752 v zámožné rodině. Vzdělání se mu dostalo na Pařížské univerzitě (Collège Mazarin), svou závěrečnou práci z fyziky a matematiky obhájil v roce 1770. V letech 1775 až 1780 vyučoval na École militaire v Paříži a od roku 1795 na École normale supérieure. V tomto období byl členem Bureau des Longitudes. V roce 1782 jeho pojednání o projektilech ocenila Pruská akademie věd. Tato práce mu přinesla i pozornost Joseph-Louis Lagranga.
Legendre se v roce 1783 stal mimořádným a v roce 1785 řádným členem Académie des Sciences. V roce 1789 byl zvolen členem Královské společnosti. Účastnil se anglo-francouzského vyměřování, které mělo za cíl v letech 1784–1790 zjistit a pomocí trigonometrie spočítat vzdálenost mezi Pařížskou observatoří a Královskou greenwichskou observatoří. Za tímto účelem v roce 1787 navštívil Dover a Londýn společně s J. D. Cassinim a Pierre Méchainem. Trojice navštívila i Williama Herschela, objevitele planety Uran.
Legendre o svůj majetek přišel v roce 1793 během Francouzské revoluce. V tomto roce se také oženil s Marguerite-Claudine Couhin, což mu pomohlo po finanční stránce. V roce 1795 se Legendre stal jedním ze šesti členů sekce matematiky rekonstituované Akademie věd, přejmenované na Institut National des Sciences et des Arts. Později, v roce 1803, když Napoleon Institut National reorganizoval se Legendre stal členem geometrické sekce. V letech 1799 až 1812 byl Legendre zkoušejícím absolventů z matematiky v dělostřeleckých kurzech na École militaire a v období 1799 až 1815 byl stálým zkoušejícím z matematiky na École polytechnique.
V roce 1831 byl jmenován důstojníkem Řádu čestné legie, v roce 1832 byl zvolen zahraničním čestným členem Americké akademie umění a věd.

## Dílo
- Sur la figure des planetes. 1784
- Elements de geometrie. Paris 1794
- Memoire sur les transcendantes elliptiques. Paris 1794.
- Essai sur la théorie des nombres. Paris 1797/1798
- Nouvelle théorie des paralleles. Paris 1803
- Nouvelles methodes pour la détermination des orbites des comètes, etc. Paris 1807
- Exercises du calcul intégral. Paris 1811/1817
- Traité des fonctions elliptiques et integrales Euleriennes. Paris 1826–1829

## Podoba
Po dvě staletí, až do objevu chyby v roce 2005, podávaly knihy, vyobrazení a články nesprávně vydávaly portrét francouzského politika Louise Legendra (1752–1797) za portrét matematika Legendra. Chyba vznikla proto, že náčrt byl označen jednoduše jako „Legendre“ a objevil se v knize spolu se současnými matematiky, jako je například Lagrange. Jediný známý portrét Legendra, teprve nedávno objevený, pochází z knihy Album de 73 portraits-charge aquarellés des membres de I’Institut z roku 1820, což byla práce se 73 karikaturami členů Institutu francouzského umělce Juliena-Leopolda Boillyho.
|  |  |